# Meghri

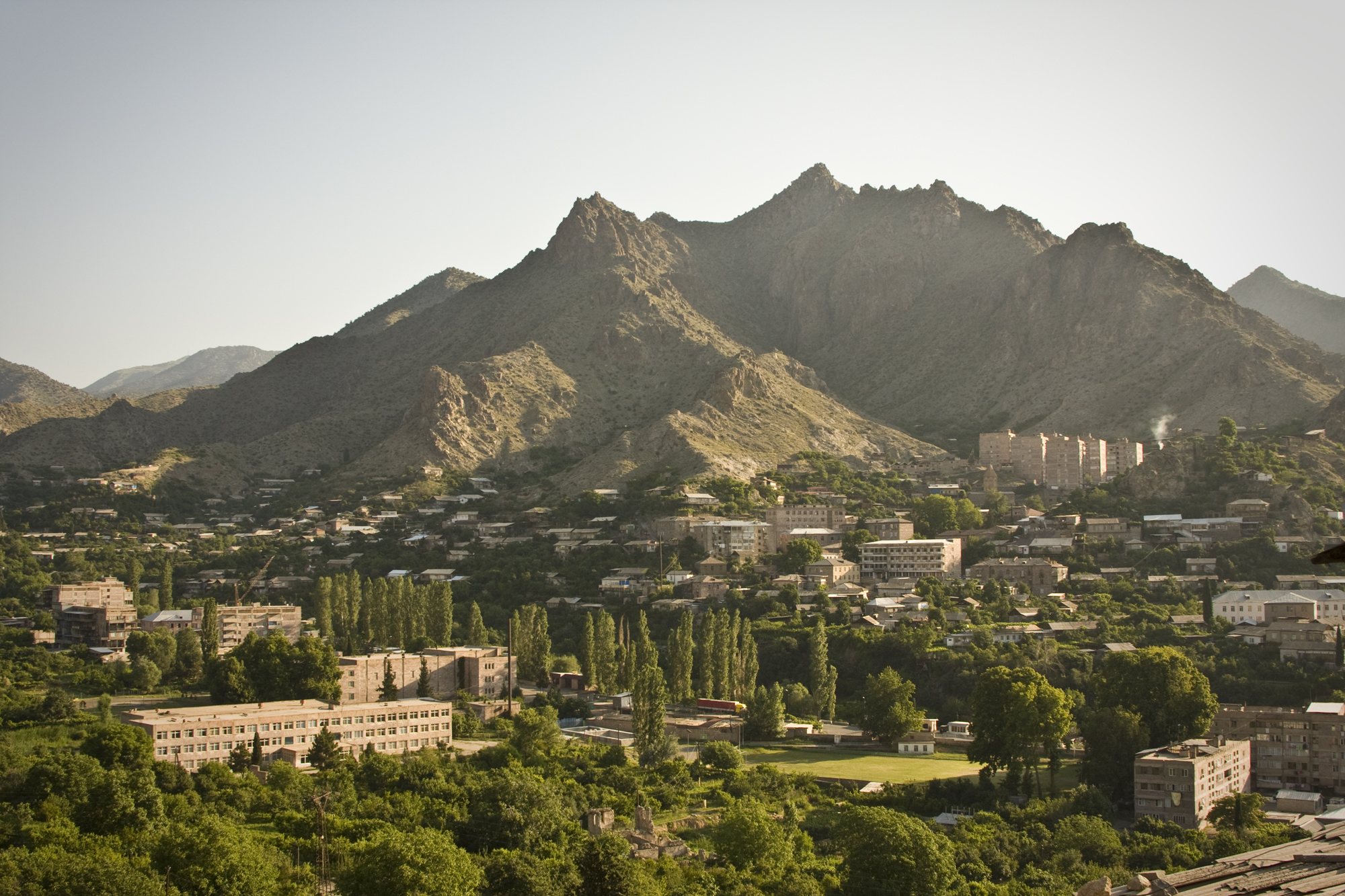
Blick auf Meghri, 2011

Meghri (armenisch Մեղրի, wissenschaftliche Transliteration: Mełri, [mɛʀ'ɹi]) ist eine Stadt in Südarmenien.

## Geografie
Meghri liegt in der Provinz Sjunik unweit der Grenze zu Iran. Das Klima ist warm und trocken (semihumides Klima).
Bei der Volkszählung 2001 wurde eine Einwohnerzahl von 4005 ermittelt. Im Januar 2009 lebten 4780 Einwohner in Meghri.

## Wirtschaft und Infrastruktur
Die Stadt hat Bedeutung im Handel zwischen Iran und Armenien. Durch die Stadt verläuft auch die im März 2007 eröffnete Iran-Armenien-Erdgaspipeline.

## Verkehr
Die Entfernung auf der Fernstraße M2 nach Kadscharan beträgt 45 Kilometer, nach Kapan 71 Kilometer und nach Jerewan 361 Kilometer.
Die Stadt hatte seit 1941 einen Bahnhof an der damals eröffneten Bahnstrecke Ələt–Culfa. Aufgrund des bei Auflösung der Sowjetunion ausbrechenden Konflikts zwischen Armenien und Aserbaidschan um Bergkarabach wurde der Verkehr ab 1989 mehrfach unterbrochen, je nach militärischer Lage wieder aufgenommen, 1995 aber endgültig eingestellt.

## Söhne und Töchter des Ortes
- Chatschatur Malumian (1863–1915), Journalist und politischer Aktivist, beim Völkermord an den Armeniern ermordet